# Десне
Десне су насељено место у саставу општине Кула Норинска, Дубровачко-неретванска жупанија, Република Хрватска.

## Историја
До територијалне реорганизације у Хрватској налазиле су се у саставу старе општине Метковић.

## Становништво
На попису становништва 2011. године, Десне су имале 90 становника.
| Број становника по пописима | Број становника по пописима | Број становника по пописима | Број становника по пописима | Број становника по пописима | Број становника по пописима | Број становника по пописима | Број становника по пописима | Број становника по пописима | Број становника по пописима | Број становника по пописима | Број становника по пописима | Број становника по пописима | Број становника по пописима | Број становника по пописима | Број становника по пописима |
| --------------------------- | --------------------------- | --------------------------- | --------------------------- | --------------------------- | --------------------------- | --------------------------- | --------------------------- | --------------------------- | --------------------------- | --------------------------- | --------------------------- | --------------------------- | --------------------------- | --------------------------- | --------------------------- |
| 1857                        | 1869                        | 1880                        | 1890                        | 1900                        | 1910                        | 1921                        | 1931                        | 1948                        | 1953                        | 1961                        | 1971                        | 1981                        | 1991                        | 2001                        | 2011                        |
| 1056                        | 1257                        | 744                         | 831                         | 972                         | 1163                        | 726                         | 753                         | 627                         | 593                         | 499                         | 298                         | 222                         | 197                         | 130                         | 90                          |

Напомена: У 1857. и 1869. садржи податке за насеље Крвавац, укључујући и податке за бивша насеља Багаловићи и Врх Десне те за насеља Кула Норинска и Подрујница, а 1921. и 1931. део података за насеље Крвавац (бивше насеље Врх Десне) те податке за насеља Момићи и Матијевићи у 1857, 1869, 1921. и 1931. У 1880. садржи део података за насеље Подрујница.

### Попис1991.
На попису становништва 1991. године, насељено место Десне је имало 197 становника, следећег националног састава:
| Попис 1991.‍ | Попис 1991.‍ | Попис 1991.‍ | Попис 1991.‍ | Попис 1991.‍ |
| ----------- | ----------- | ----------- | ----------- | ----------- |
|             |             |             |             |             |
| Хрвати      | Хрвати      |             | 190         | 96,44%      |
| непознато   | непознато   |             | 7           | 3,55%       |
| укупно: 197 |             |             |             |             |